# Raidling
Der Raidling ist ein 1912 m ü. A. hoher Berg im steirischen Teil des Toten Gebirges im Gemeindegebiet von Wörschach und Liezen. Er bildet einen in Ost-West-Richtung streichenden Bergrücken zwischen dem Langpoltengraben und der Niederung der Niederhüttenalm. Er ist wegen seiner schönen Aussicht ein beliebter Wander- und Skiberg. Am Gipfel befindet sich ein Gipfelkreuz mit Gipfelbuch. Der Name leitet sich vermutlich vom slawischen ruda = für Erz ab und verweist auf Bergbauversuche nördlich von Weißenbach.

## Aufstieg
- Markierter Weg in der Nordflanke von der Hochmölbinghütte. Gehzeit 30 Minuten.
- Unmarkierte Anstiege über den Westrücken, in der Südflanke vom Langpoltner Klamml und über den Ostrücken von der Liezener Hütte